# Cayo Rocoso
Cayo Rocoso (em inglês: Rocky Cay), é uma ilhota da Colômbia localizada à 12°32' de latitude Norte e 81°42' de longitude oeste, no Departamento de San Andrés e Providência, à leste da ilha de San Andrés. A ilhota (cayo) como seu nome indica é de rocha e não de areia como normalmente são as ilhotas no departamento. A Ilhota Rocoso está localizada muito próximo de um navio que naufragou: os turistas podem ir andando pelo cayo.

## Ver também

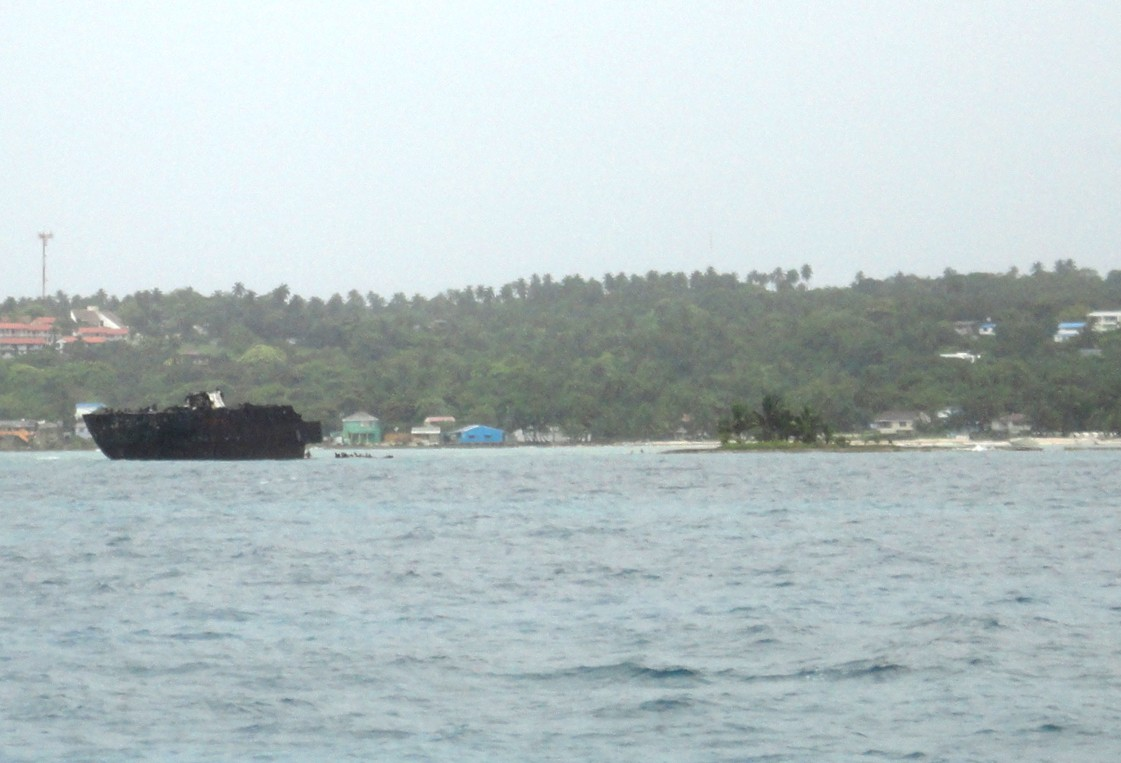
Cayo Rocoso à leste